# Hinrich von Haaren

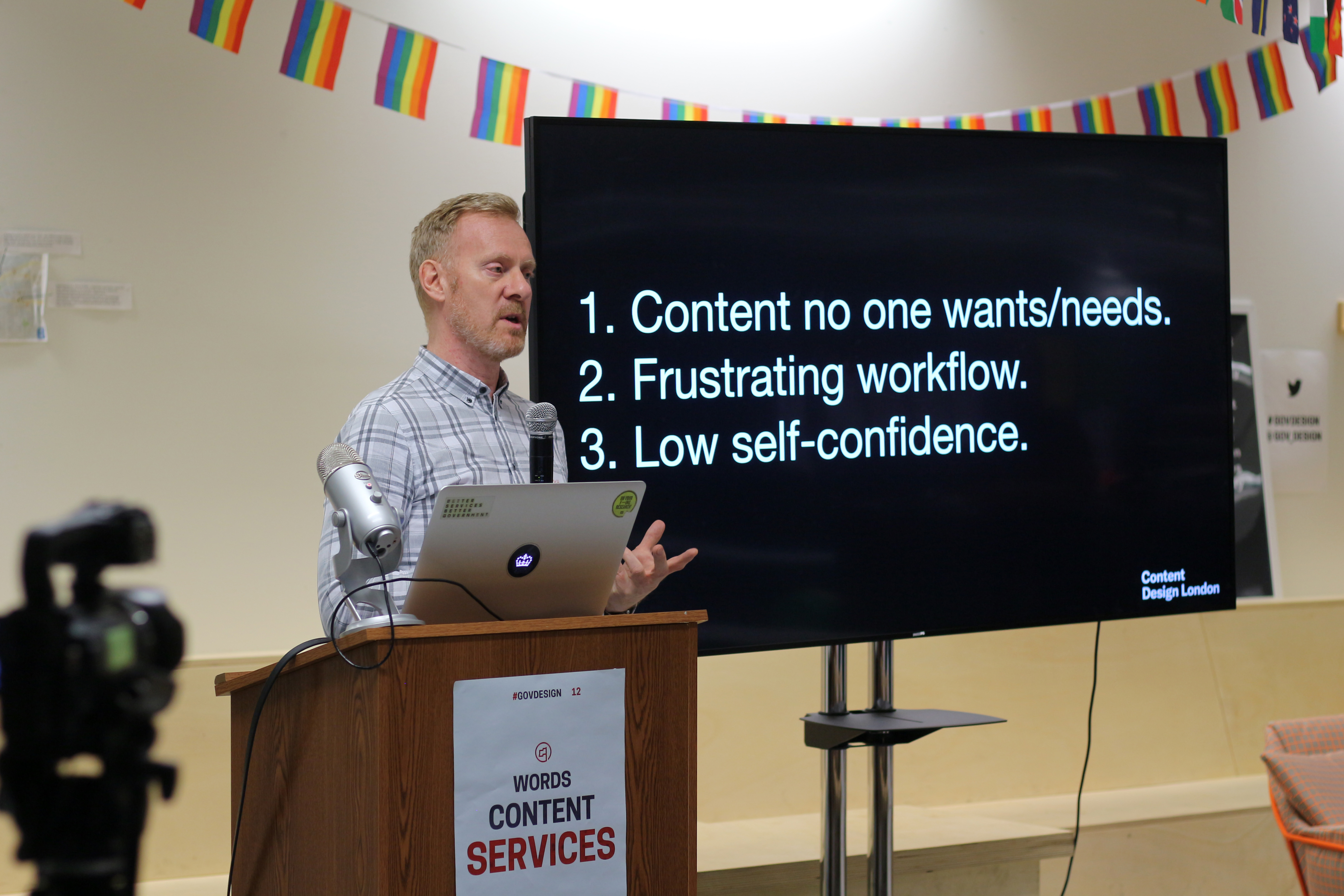
Hinrich von Haaren

Hinrich von Haaren (* 1964 in Bremerhaven) ist ein deutscher Schriftsteller.

## Leben
Hinrich von Haaren studierte Germanistik und Sinologie in Berlin und Taiwan.
Er verfasste Hörspiele für den ORB und Radio Bremen und schreibt Theaterstücke, Erzählungen und Romane.
Er lebt in London.

## Werke
- Die Geschwister Fleckner, Hörspiel, Ostdeutscher Rundfunk (Erstsendung 8. Januar 1996)[2]
- Der gelbe Sonntag, Hörspiel, Radio Bremen (Erstsendung 28. März 2000)[3]
- Die Überlebten. Drei Erzählungen, Luftschacht Verlag, Wien 2010, ISBN 978-3-9023-7358-8.
- Brandhagen: Panorama einer kleinen Gesellschaft. Roman, Luftschacht Verlag, Wien 2012, ISBN 978-3-9023-7394-6.
- Coma Girl, Theaterstück, London 2016
- Blaues Reich. Winterstadt. Roman, Residenz Verlag, Salzburg 2020, ISBN 978-3-7017-1711-8.

## Auszeichnungen
- 1997: Hörspielpreis des Ostdeutschen Rundfunks Brandenburg
- 1999: Teilnahme an der Hörspielwerkstatt des Literarischen Colloquiums Berlin
- 2011: Stipendium Künstlerdorf Schöppingen
- 2014: Finalist beim Literaturwettbewerb Schloss Wartholz
- 2016: Nick Darke Award for New Playwriting (London)[4]
- 2020: Stipendium Künstlerhaus Edenkoben